# Ruedas vinculadas por correa

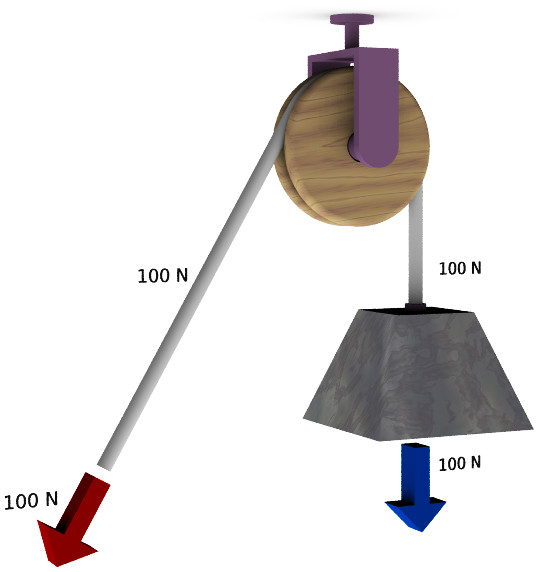
Foto de una polea fija y simple

Ruedas vinculadas por correa también llamada polea motriz, posee una rueda pequeña y una rueda más grande (Exactamente el doble de la pequeña), es por esto que existe la multiplicación del movimiento, ya que cuando la rueda pequeña gire dos veces, la grande habrá girado una vez.

## Multiplicación de Movimiento
Se utiliza para transmitir un movimiento giratorio entre dos ejes distantes permitiendo aumentar, disminuir o mantener la velocidad de giro del eje conductor, al tiempo que mantener o invertir el sentido de giro de los ejes.

## Polea
Si buscamos en el diccionario polea, seguramente salga algo como esto: "Mecanismo para mover o levantar cosas pesadas que consiste en una rueda suspendida, que gira alrededor de un eje, con un canal o garganta en su borde por donde se hace pasar una cuerda o cadena." o posiblemente esto: "Rueda plana de metal que gira sobre su eje y sirve para transmitir movimiento en un mecanismo por medio de una correa."
Rueda vinculada por correa, sería la segunda definición de polea.
En la imagen de la parte derecha de la página podríamos ver una polea, la describe la primera definición.
Un ejemplo de una rueda vinculada por correa, puede ser una bicicleta, seguramente al andar en una bicicleta o simplemente verla, notaremos en la rueda de atrás, una cadena aferradas a dos círculos, eso es una rueda vinculada por correa.

## Historia
El único hecho histórico es gracias a Plutarco, quien en su obra "Vidas Paralelas" relata que Arquímedes, en carta al rey Hierón de Siracusa, un muy amigo de este, afirmó que con una fuerza dada podía mover cualquier peso e incluso dijo que si existiera otra Tierra yendo a ella podría mover ésta. Hierón, sin palabras, solicitó a Arquímedes que demostrara lo dicho. Llegaron a la conclusión que para demostrarlo debería levantar el barco de la armada del Rey, ya que Hierón creía que este no podría sacarse de la dársena y llevarse a dique seco sin el empleo de un gran esfuerzo y numerosos hombres. Según la obra de Plutarco, tras cargar el barco con muchos pasajeros y con las bodegas repletas, Arquímedes se sentó a cierta distancia y tironeando de la cuerda alzó sin gran esfuerzo el barco, sacándolo del agua tan derecho y estable como si aún permaneciera en el mar.

## Correa de Transmisión
Si buscamos en el diccionario la palabra "Correa", nos saldrá algo como: "Tira de cuero, especialmente para sujetar algo" o: "Cinturón de cuero", pero en el caso de una rueda vinculada por correa, es una cosa diferente, correa en este caso es una cadena, que une dos ruedas.
Generalmente se le llama "Correa de Transmisión", se basa en la unión de dos o más ruedas, sujetas a un movimiento de rotación. Generalmente estas correas están echas de un material llamado goma.